# Bony Xic
El Bony Xic és una muntanya de 1.757 metres que es troba al municipi de les Valls de Valira, a la comarca de l'Alt Urgell.